# Economía de Jersey
La economía de Jersey está impulsada en gran medida por los servicios financieros y jurídicos internacionales, que representaron el 40,5 por ciento del VAB total en 2010. Otros sectores incluyen la construcción, el comercio minorista, la agricultura, el turismo y las telecomunicaciones.
En 2008, el ingreso nacional bruto per cápita de Jersey se encontraba entre los más altos del mundo.
En 2011, la economía de la isla, medida por el VAB, se redujo un 1% a 3.600 millones de libras esterlinas.

## Servicios financieros y legales
Las organizaciones financieras con sede en Jersey brindan servicios a clientes en todo el mundo. En junio de 2008 se informó que 12.070 personas estaban empleadas a tiempo completo, dentro de este sector. El Royal Bank of Canada (RBC) es uno de los principales empleadores con unos 900 empleados en Jersey, en marzo de 2009.
Los beneficios del sector financiero aumentaron a alrededor de 1.500 millones de libras esterlinas en 2007, lo que representa un aumento real del 12 por ciento con respecto a 2006. 
Jersey es uno de los principales centros financieros offshore del mundo. Algunos lo describen como un paraíso fiscal. Atrae depósitos de clientes fuera de la isla, buscando las ventajas que ofrecen estos lugares, como la reducción de cargas fiscales. Sus leyes fiscales han sido ampliamente criticadas por diversas personas y grupos, sin embargo, el ex Ministro Principal de Jersey, Terry Le Sueur, ha contrarrestado estas críticas, diciendo que "Jersey [está] entre los centros de financiación cooperativa". Y en septiembre de 2013, el primer ministro del Reino Unido, David Cameron, dijo que ya no era justo referirse a ninguno de los territorios de ultramar o dependencias de la Corona como paraísos fiscales, ya que han tomado medidas para asegurarse de que tienen sistemas fiscales justos y abiertos. .House of Commons Hansard 9 de septiembre de 2013. Su ley de privacidad de la información también proporciona exenciones que otros países europeos no tienen, por ejemplo, en la forma en que los Fideicomisos no tienen que revelar tanta información a los Beneficiarios sobre el uso de sus datos personales como normalmente se requiere bajo tales leyes.

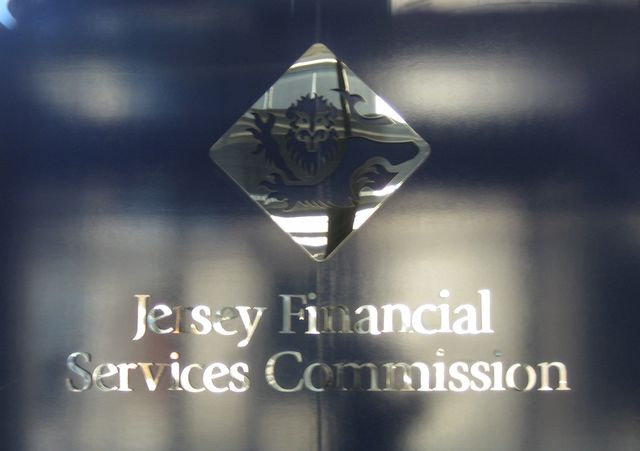
Logotipo del regulador financiero Comisión de Servicios Financieros de Jersey

La industria financiera de Jersey aparece en un documental de BBC Panorama, titulado "Tax me if you can", transmitido por primera vez el 2 de febrero de 2009.
El 4 de febrero de 2009, Jersey Finance anunció oficialmente su intención de abrir una nueva oficina de representación en Londres.
A finales de 2008, los depósitos en los bancos de Jersey ascendían a 206.000 millones de libras esterlinas, 6.200 millones menos que los 212.300 millones de principios de año.
El primer fondo de Bitcoin regulado se estableció en Jersey en julio de 2014, con la aprobación de la Comisión de Servicios Financieros de Jersey, después de que los líderes de la isla expresaron su deseo de que Jersey se convierta en un centro global de monedas digitales. En el momento del establecimiento del fondo por una empresa de fondos de cobertura con sede en Jersey, algunas empresas locales ya estaban aceptando Bitcoin.

## Construcción
La construcción representó el 5,2 por ciento del VAB durante 2007. En junio de 2008 se informó que 4.980 personas estaban empleadas a tiempo completo en el sector de la construcción y la explotación de canteras. 
St. Helier, y el área de Waterfront en particular, ha experimentado una gran remodelación durante principios del siglo XXI, con varios proyectos en planificación o en construcción durante 2009. Los desarrollos incluyen un complejo de ocio, el hotel Radisson, y una nueva estación central de autobuses - Liberation Station. A partir de 2009 hay planes para hundir la carretera A1, para proporcionar sitios de construcción encima de ella para oficinas, posiblemente para empresas financieras.
La construcción creció un 8 por ciento durante el período 2006 a 2007. 

## Minorista y mayorista
En junio de 2008 había 6.610 personas con empleo a tiempo completo en el comercio mayorista y minorista de Jersey. El comercio minorista y mayorista creció alrededor del 5 por ciento durante 2007. 
Sandpiper C.I. Limited opera una cadena de tiendas en Jersey, sus franquicias incluyen nombres muy conocidos, como Marks & Spencer, Islandia y Costa Coffee.
Varios minoristas en línea y empresas de cumplimiento operan desde las Islas del Canal, incluida Jersey, y suministran una variedad de productos de bajo valor como CD, DVD, videojuegos y dispositivos. Los residentes de la UE optaban por realizar pedidos de productos de Jersey para beneficiarse de una desgravación fiscal conocida como desgravación por envío de bajo valor (LVCR). Los residentes del Reino Unido, en particular, se estaban aprovechando de esta situación.
Play.com, una empresa local, creció sustancialmente durante el tiempo que LVCR aplicó a Jersey. En particular, Amazon UK también aprovechó esto al enviar algunos artículos de bajo valor desde Jersey.
En abril de 2012, el gobierno del Reino Unido introdujo cambios en la ley para evitar que las Islas del Canal continuara la explotación de LVCR, lo que significa que los residentes del Reino Unido tendrían que pagar el monto total del IVA sobre los artículos importados de las Islas del Canal. Algunos productos todavía se venden y distribuyen desde Jersey, a pesar de estos cambios.

## Agricultura
Las patatas, la coliflor, los tomates y las flores son importantes cultivos de exportación, que se envían principalmente al Reino Unido. La raza Jersey de ganado lechero es conocida en todo el mundo y representa una importante fuente de ingresos de exportación. Los productos lácteos van al Reino Unido y a otros países de la UE. A partir de 2009, la papa Jersey Royal es el cultivo más exportado.

## Turismo

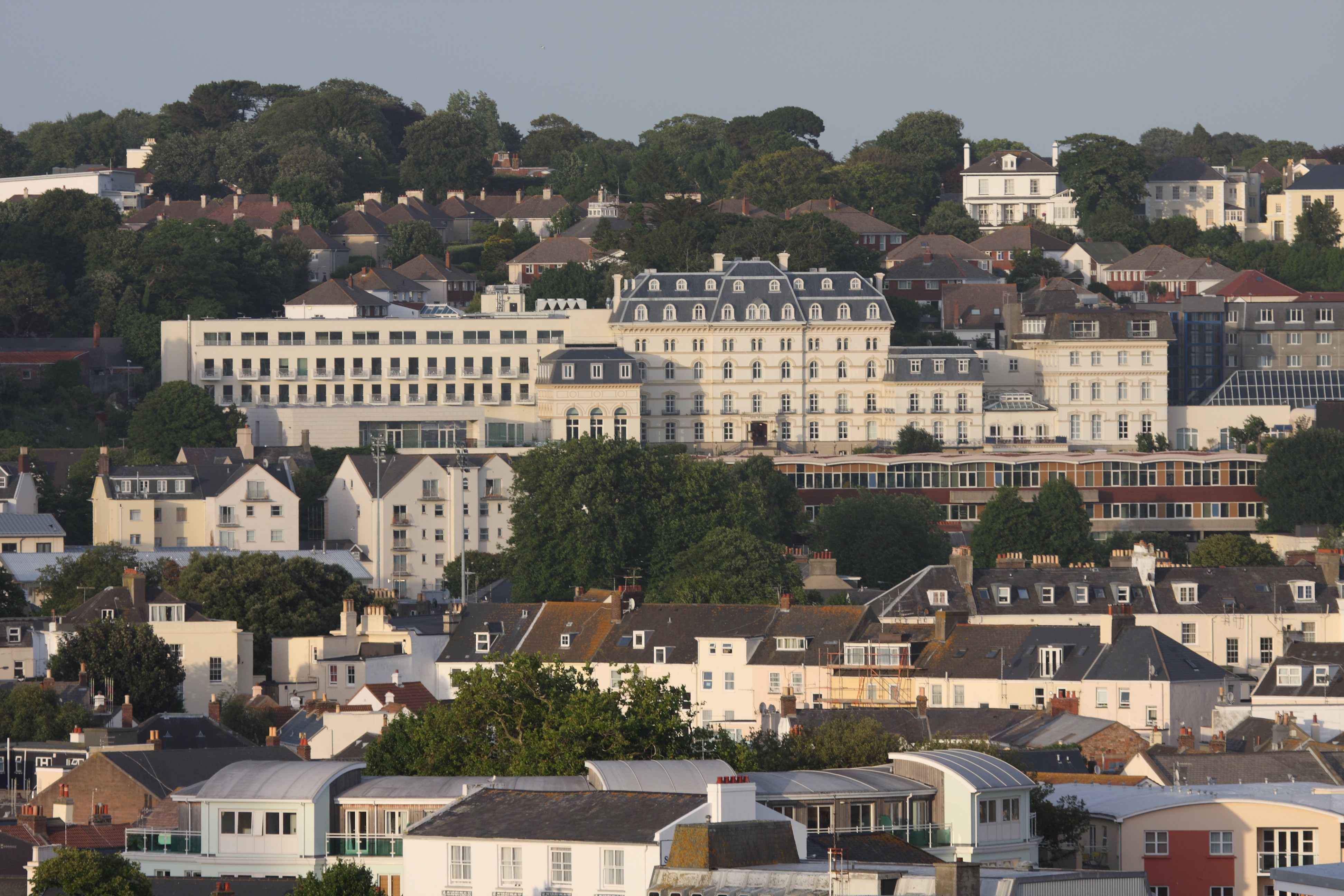

Jersey vio un auge en el turismo durante los años posteriores a la Segunda Guerra Mundial. Este auge ha estado disminuyendo desde finales de la década de 1980. Muchos de los hoteles más grandes, que se construyeron durante el auge, ahora han sido demolidos.
Los visitantes de la isla llegan por mar a Saint Helier o por aire al aeropuerto de Jersey. Estas rutas están subvencionadas por los estados de Jersey. Las cifras exactas de las subvenciones no son de dominio público. La duración de las estancias de los visitantes se ha reducido de una media de 5,7 noches en 1997 a 4,3 noches en 2010.
La mayoría de las atracciones turísticas son operadas por empresas privadas, incluidas empresas de propiedad o financiadas por los estados de Jersey. Elizabeth Castle, por ejemplo, está controlado por Jersey Heritage. Algunas otras atracciones son propiedad del National Trust for Jersey.
En 2011, el número de visitantes aumentó un 0,6%, con un aumento notable de visitantes de Alemania y Francia. Se informó que los turistas y visitantes de negocios gastaron un total de £ 242 millones mientras estaban en la isla.

### Hoteles
Los hoteles notables incluyen:
- la Pomme d'Or con vistas a la Plaza de la Liberación en St. Helier, que durante la ocupación sirvió como Cuartel General de la Marina Alemana[21] y desde cuyo balcón la fuerza de Liberación izó la Bandera de la Unión el Día de la Liberación, el 9 de mayo de 1945;
- el Hotel de France, anteriormente el Imperial y el colegio de los jesuitas, en St. Savior, con vistas a la ciudad de St. Helier;

- Atlantic Hotel, St. Brelade
- Château La Chaire, Bahía Rozel
- Longueville Manor, San Salvador
- Hotel Ommaroo, Saint Helier
- Royal Yacht Hotel, Saint Helier
- St. Brelade's Bay Hotel, St. Brelade

## Transporte, almacenamiento y comunicación
Este sector representó el 4 por ciento del VAB durante 2007. La mayor parte de la infraestructura de telecomunicaciones es propiedad de Jersey Telecom.
En 2008, la mayoría de las mercancías importadas y exportadas fueron transportadas por Huelin-Renouf, Condor Logistics y otros operadores más pequeños, a través del puerto de Saint Helier o del aeropuerto de Jersey. Durante el período de 1984 a 1994, British Channel Island Ferries fue responsable de gran parte del envío hacia y desde el Reino Unido.

## Bolsa de Valores
Jersey comparte la Bolsa Internacional de Valores (TISE) con Guernsey, donde tiene su sede.

## Trabajadores estacionales
La población activa de Jersey tiende a aumentar durante los meses de verano, con alrededor de 3.500 personas empleadas más en el verano de 2008 que en el invierno de 2007.  Estos trabajadores temporeros se emplean principalmente en la agricultura, hoteles, restaurantes y bares.

## Economía tradicional e histórica

### Agricultura
Hasta el siglo XIX, la sidra era la exportación agrícola más grande con hasta una cuarta parte de la tierra agrícola dedicada a huertos. En 1839, por ejemplo, se exportaron 268.199 galones imperiales (1.219.260 L) de sidra de Jersey a Inglaterra solamente, pero en 1870 las exportaciones de Jersey se habían desplomado a 4.632 galones imperiales (21.060 L). La cerveza había reemplazado a la sidra como bebida de moda en los principales mercados de exportación, e incluso el mercado interno se había cambiado a la cerveza a medida que la población se hacía más urbana. Las patatas superaron a la sidra como el cultivo más importante de Jersey en la década de 1840. Se mantuvo la producción de sidra a pequeña escala en las explotaciones para el consumo interno, en particular por los trabajadores temporeros de Bretaña y Normandía continental, pero a mediados del siglo XX la producción disminuyó hasta que en 1983 sólo ocho explotaciones producían sidra para su propio consumo. El número de huertos se había reducido a tal nivel que la destrucción de árboles en la Gran Tormenta de 1987 demostró lo cerca que habían estado las islas de perder muchas de sus variedades tradicionales de manzanas para sidra. Se hizo un esfuerzo concertado para identificar y preservar las variedades supervivientes y se plantaron nuevos huertos. Como parte de la diversificación, los agricultores se han trasladado a la producción comercial de sidra y la tradición de la sidra se celebra y se comercializa como una experiencia patrimonial.

### Textiles
El tejido de prendas de lana fue una industria próspera para Jersey durante los siglos XVII y XVIII.

### Construcción naval
Jersey fue la cuarta área de construcción de barcos más grande en las islas británicas del siglo XIX.

## Tipos de cambio históricos
Libras de Jersey por dólar estadounidense: 0,55 (2005), 0,6981 (enero de 2002), 0,6944 (2001), 0,6596 (2000), 0,6180 (1999), 0,6037 (1998), 0,6106 (1997); la libra de Jersey está a la par con la libra esterlina.

## Impuestos
Hasta el siglo XX, los estados dependían de los impuestos indirectos para financiar la administración de Jersey. La imposición de impôts (deberes) estuvo en manos de la Asamblea de Gobernador, Alguacil y Jurats hasta 1921 cuando los poderes de recaudación de impuestos de ese organismo se transfirieron a la Asamblea de los Estados, dejando a la Asamblea de Gobernador, Alguacil y Jurats simplemente como banco de licencias para la venta de alcohol. La Ley del impuesto sobre la renta de 1928 que introdujo el impuesto sobre la renta fue la primera ley redactada íntegramente en inglés. El impuesto sobre la renta se ha aplicado a una tasa fija del 20% durante décadas.
Históricamente, no se aplicaba el IVA en Jersey, con el resultado de que los artículos de lujo a menudo eran más baratos que en el Reino Unido o en Francia. Esto proporcionó un incentivo para el turismo de los países vecinos. La ausencia del IVA también condujo al crecimiento de una industria de cumplimiento, por la cual los artículos de lujo de bajo valor, como videos, lencería y lentes de contacto, se exportan de manera que se evitan el IVA a la llegada, subcotizando así los precios locales de los mismos productos. En 2005, los estados de Jersey anunciaron límites a las licencias otorgadas a empresas no residentes que comercian de esta manera. Los estados de Jersey introdujeron un impuesto sobre bienes y servicios (GST) en 2008. Aunque se trata de una forma de IVA, se ha cobrado a una tasa mucho más baja que el IVA del Reino Unido o Francia y, como tal, la industria de cumplimiento de Jersey continúa.
La estrategia para introducir el nuevo impuesto GST fue llenar un 'agujero negro' en el presupuesto que se creó con la introducción de un nuevo impuesto 0/10 que reemplazó al antiguo sistema tributario que anteriormente eximía a los inversores extranjeros del impuesto de sociedades y gravaba 20 Tasa de porcentaje para los residentes de Jersey. El nuevo impuesto 0/10 exime a todas las empresas, excepto las de servicios financieros, de tener que pagar cualquier impuesto de sociedades (0%), mientras que deja que los servicios financieros paguen una tasa impositiva baja (10%). Los ingresos generados por la nueva propuesta de impuestos 0/10 no serán iguales a los ingresos del sistema tributario original y esto deja a Jersey con un déficit en su presupuesto de varios millones de libras.
Para cubrir el déficit creado por los cambios realizados en la estructura fiscal de Jersey, los estados de Jersey introdujeron el GST. GST se agrega a la mayoría de los bienes y servicios, lo que ha elevado el costo de vida. Las personas más afectadas por el nuevo GST serán las personas con los ingresos más bajos; sin embargo, para tratar de evitar que los isleños vivan por debajo del umbral de pobreza, los estados de Jersey introdujeron un servicio de apoyo a los ingresos en enero de 2008.
Se puede argumentar que las personas que se benefician de la nueva estructura fiscal de Jersey son los propietarios de las grandes empresas que están separadas o apoyan las empresas basadas en servicios financieros. Esto se debe a que no tienen que pagar ningún impuesto sobre sociedades, pero aun así se beneficiarán del negocio de la isla.